# Eupagia determinata
Eupagia determinata là một loài bướm đêm trong họ Geometridae.